# 하이쿠

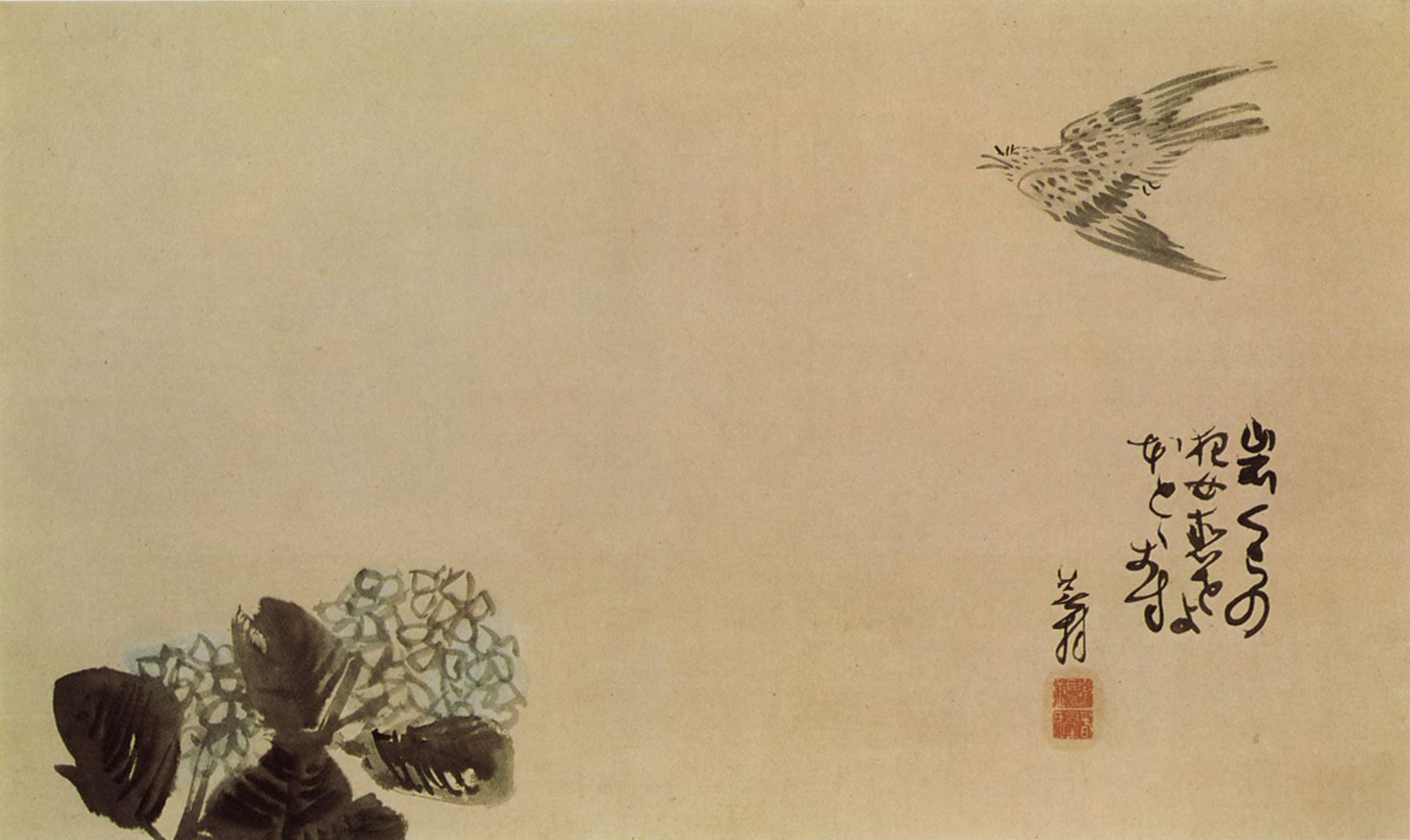

하이쿠(일본어: 俳句, はいく)는 일본 정형시의 일종이다. 각 행마다 5, 7, 5음으로 모두 17음으로 이루어진다. 일반적인 하이쿠는 계절을 나타내는 단어인 기고(季語)와 구의 매듭을 짓는 말인 기레지(切れ字)를 가지는 단시(短詩)이다. 하이쿠를 만드는 사람을 하이진(俳人)이라고 부른다.

## 해설
하이쿠는 근세에 발전한 문예인 하이카이렌가, 줄여서 하이카이에서 태어난 근대문예이다. 두 사람이 주거니 받거니 부르는 렌가의 첫 구(발구=發句)를 따로 떼어낸 것이다. 대체로 5·7·5의 열일곱 자로 메기면 7·7의 열네 자로 받으면서 계속 이어지는 긴 시가(詩歌)의 첫구 5·7·5만을 떼어내 하나의 시가 양식으로 정착시켰다. 그만큼 일촉즉발, 촌철살인이 있어야 한다. 무로마치 시대에 유행한 렌가의 유희성, 서민성을 높인 문예가 하이카이였지만, 17세기에 마쓰오 바쇼가 등장하였고 그 예술성을 높였다. 그 가운데서도 단독으로도 감상할 만한 자립성이 높은 홋쿠(發句), 이를테면 지봇쿠(地発句)를 수없이 읊은 것이 후세의 하이쿠의 원류가 된다. 더욱이, 근대문예로서 개인의 창작성을 중시해서 하이쿠를 성립시킨 것이 메이지 시대의 마사오카 시키였다. 시키는 막말의 하이카이를 진부한 하이카이(月並俳諧 쓰키나미하이카이[*])라 비판하였고, 근대화한 문예로 만들기 위한 문학운동을 행했다. 홋쿠가 하이쿠로서 성립했다. 하이쿠의 자립후의 시점에서 마쓰오와 같은 이가 읊은 홋쿠를 거슬러 올라가서 하이쿠로 보는 의견도 있다.
무키하이쿠(無季俳句, 계어가 없는 하이쿠), 지유리쓰하이쿠(自由律俳句, 자유음률 하이쿠)를 포함하지만, 그것들을 하이쿠로 인정하지 않는 입장도 있다. 또한, 영어 등 일본어가 아닌 언어에 의한 3행시도 'Haiku'라고 불린다. 일본어 이외의 하이쿠에서는 5, 7, 5의 음절의 제약이 없고, 계절을 나타내는 키고도 없는 경우가 많다. 현재는 일본인이 아닌 사람이 일본어로 하이쿠를 짓는 경우도 생겼다. 이러한 하이진에는 마브송 세이간, 아서 버나드 등이 있다.
일본 시가의 전통을 이어서 성립한 하이쿠는, 5, 7, 5의 음수에 의한 언어의 운율과 키고에 의해 짧은 시이지만 마음 속에 풍경(심상)을 크게 펼칠 수 있는 특징을 가지고 있다.

## 특징
하이쿠에는 아래와 같은 특징이 있다.
- 5, 7, 5의 운율로 읊는 정형시이다.
- 기본적으로 키고를 넣는다.
- 한 곳에는 반드시 키레가 있다.
- 여운을 남긴다.

### 운율
하이쿠는 정형시로서, 5, 7, 5의 운율이 중요한 요소이다. 이 운율은 개음절이라는 일본어의 특징으로부터 자연스럽게 성립한 리듬으로, 하이쿠의 규약이나 규칙으로 생각할 만한 것은 아니다. 5음절의 부분이 6음 이상으로, 또는 7음절의 부분이 8음이상이 되는 것을 지아마리(字余り →글자가 남음)라고 한다. 예를 들어,
芭蕉野分して

盥に雨を

聞く夜かな— 마쓰오 바쇼

는 8, 7, 5로, 위의 5가 8의 지아마리이다. 그 외에 지타라즈(字足らず →글자가 부족함) 등 5, 7, 5 형식에 묶을 수 없는 작품도 있다.

### 키고
기고는 한국에서는 '계절어'로 통용된다.

### 기레
하이카이에서는 처음에 읊어지는 홋쿠는 후에 이어지는 구의 동기가 될 필요가 있다. 그때문에 홋쿠에는 다음 구절에 의존하지 않는 완결성이 필요했다. 거기서 태어난 기술이 기레이다. 잘 끊어진 홋쿠는 '기레가 있다'(切れがある)라고 평가받아 중시되었다.
예를 들어
古池や

蛙飛び込む水の音

芭蕉— 마쓰오 바쇼

에서는, '古池や' 후에 호흡으로 구의 흐름이 끊어져있다. 독자는 그 한 순간의 쉼표의 사이에 작자를 둘러싸는 환경이나 작자의 사상, 감정, 정념, 배경 등을 스스로 상상하도록 되어있는 것이다. 이 기술이 키레라고 불리는데, 열일곱자라는 한정된 글자 수에서 언어에 형태와 질감을 주는 효과를 가진다. 더욱이 키고와 더불어서 구에 여운을 빚어낸다.
현대의 하이쿠에서도 키레는 중요한 기술의 하나로, 키레가 없는 구는 하이쿠로서 평가받지 못한다.

### 기레지
강제적으로 구를 끊기 위해 사용되는 것이 기레지이다. 현대의 하이쿠에서도 사용되는 키레지에는 'かな', 'や', 'けり'가 있다. 하이쿠 이전의 렌가, 하이카이의 시대에는 'もがな', 'し', 'ぞ', 'か', 'よ', 'せ', 'れ', 'つ', 'ぬ', 'へ', 'ず', 'いかに', 'じ', 'け', 'らん' 등과 위의 3개를 포함해서 모두 18종류의 조사, 조동사가 쓰였다.
기레지를 넣는 것은 구를 끊기 위함이다. 그렇지만 끊어져있는 구라는 것은 기레지에 의해 끊어질 필요는 없다. 아직도 구가 끊어져있는가 아닌가를 모르는 초심자를 위해 미리 키레지의 수를 정해놓은 것이다. 이 정해진 자를 넣으면 십중팔구 구는 자연히 끊어진다. 하지만 남은 이삼은 키레지를 넣어도 끊어지지 않는 나쁜 구이다. 또한 넣지 않아도 끊어지는 좋은 구도 있다. 그런 의미에서는 사십칠문자 전부가 기레지가 될 수 있다.— 마쓰오 바쇼, 《去来抄》

즉 바쇼가 말하고 싶은 것은, 기레는 구의 내용의 문제이지 키레지가 있고 없고의 문제가 아니라는 것이다.
기레지가 없지만 끊어져있는 구의 예로는,
旅に病んで

夢は枯れ野をかけめぐる

芭蕉

가 있다. '旅に病んで' 후에서 끊어져있다.

### 객관사생
이 말 자체는 다카하마 교시의 말이지만, 그 기원은 바쇼의 구까지 거슬러오를 수 있는 하이쿠의 특징 중 하나이다.
見るにつけ、聞くにつけ、作者の感じるままを句に作るところは、すなわち俳諧の誠である — 바쇼의 문인인 토호우, 《산조시》(三冊子)

이는 사의나 허위를 배제하고, 대상을 더욱 관찰하고 경청해서 그 모습을 열일곱자로 표현하기 위해 전력을 기울인다는 의미이다.
예를 들어 유명한 바쇼의 구가 꼽힌다.
吹き飛ばす石は

浅間の野分かな— 마쓰오 바쇼

이 구에서는 아사마 산에 오르는 바쇼의 감상은 일절 나와있지 않다. 하지만 아사마 산에 피는 태풍의 힘을 '바위까지 날린다'라고 표현함으로써 독자는 황량한 풍경과 함께 이런 표현을 고른 바쇼라는 인물의 재미를 느낄 수 있다.

### 센류와의 차이
센류도 하이쿠와 마찬가지로 하이카이를 기원으로 하는 5, 7, 5의 정형시이다. 하지만, 하이카이렌가의 홋쿠가 독립한 하이쿠와는 달리, 센류는 홋쿠의 특징을 계승하지 않는다. 그러므로 하이쿠와는 대조적인 특징을 가진다. 이를테면 센류에는 기고나 기레가 없다. 또한 센류에서는 자신의 생각을 직설적으로 말하고 여운을 남기지 않는다.

## 유명한 하이진
- 마쓰오 바쇼
- 고바야시 잇사
- 요사 부손

## 같이 보기
- 와카